# Anna Kratz (Bordellbetreiberin)
Anna Kratz geb. Sainer (geboren am 26. Juni 1861 in Cysta, Bezirk Kralowitz, Böhmen; gestorben nach 1937) war eine Bordellbetreiberin in Bayreuth.

„Weinhandlung Anna Kratz“ in der Wörthstraße 48½, errichtet 1904

In den Einwohnerbüchern der Stadt wird Anna Kratz als Kaufmannsfrau oder Privatiere genannt. Von 1892 bis 1898 führte sie ein erstes Bordell in der heutigen Leuschnerstraße. Im Jahr 1903 kehrte sie nach Bayreuth zurück, übernahm das Etablissement erneut und zog damit 1904 in einen Neubau unweit des ersten Hauses. Nach außen hin war das Gebäude als „Weinhandlung Anna Kratz“ deklariert. Das Ziegelsteinhaus lag in unmittelbarer Nähe der damaligen königlichen Infanteriekaserne und wurde auch von Festspielgästen und Teilen der zivilen männlichen Bevölkerung besucht. Mit ihren Umgangsformen und ihrem Ordnungssinn gelang es Anna Kratz, zumindest zeitweise das Vertrauen der Behörden zu gewinnen. Um das Interesse des Bayreuther Publikums warb Anna Kratz unter anderem, indem sie in einer offenen Pferdekutsche durch die Stadt fuhr und so die jeweils neuen Mädchen präsentierte. Um das Wirken der stadtbekannten Anna Kratz ranken sich in Bayreuth viele Legenden.

## Vorgeschichte
1871 wählte Richard Wagner Bayreuth als Ort seiner geplanten Festspiele und ließ auf dem Grünen Hügel sein Opernhaus errichten. Am 13. August 1876 fand dort die erste Aufführung statt. Die Infrastruktur der damals 22.000 Einwohner zählenden Stadt brach bereits beim ersten Ansturm der aus aller Welt angereisten Gäste zusammen. Beklagt wurden u. a. miserable Quartiere, überfüllte Gasthäuser, überhöhte Preise und der Mangel an Mietdroschken. Auch das Fehlen eines Bordells wurde bemängelt. Bereits unter den vielen tausend Touristen zur Zeit der zweiten Festspielsaison im Jahr 1882 befand sich vermutlich der offiziell „reisende Weinhändler“ Josef Kratz aus Litschkau in Böhmen.

## Das erste Bordell
Am 7. April 1892 meldete Anna Kratz aus Litschkau im Bayreuther „Einwohnerbureau“ unter der Adresse Kasernstraße 23½ ihren neuen Hauptwohnsitz an. Im dortigen Hinterhaus war sie tags zuvor mit ihrer Schwiegermutter eingezogen, ihr ein Jahr älterer Ehemann Josef gab zunächst die Anschrift Kanzleistraße 8 an. Am 10. April 1892 ging in der Kasernstraße das erste örtliche Bordell der Familie Kratz in Betrieb.
Die Bayreuther Behörden duldeten die Gründung des Bordells stillschweigend. Offenbar war die Zeit für eine derartige Einrichtung reif gewesen: Die Sozialreformer wollten mit „kasernierter Prostitution“ die Prostituierten von der Straße holen und ihnen einen menschenwürdigen Arbeitsplatz in einem „ordentlichen“ Haus geben. Zudem würde die gesundheitspolizeiliche Überwachung erleichtert und die Ausbreitung von Geschlechtskrankheiten eingedämmt. Den Ausschlag gab aber vermutlich der Umstand, dass die Behörden vom Kratz’schen Überraschungscoup überrumpelt worden waren.
Auf seine Anfrage hin erhielt Bürgermeister Theodor von Muncker am 20. April 1892 seitens des böhmischen Bezirksamts Saaz die Auskunft, Anna Kratz sei vom k. u. k. Bezirksgericht in Karlsbad „wegen Haltung von Schanddirnen und Kuppelei zu 14 Tagen strengen Arrest, verschärft mit 4 Fasten“ verurteilt worden und „selbst eine Lustdirne“ gewesen. Auch ihr Ehemann sei „während des Zusammenlebens mit seiner Gattin zweimal wegen Kuppelei bestraft“ worden. Muncker ordnete am 23. April die sofortige polizeiliche Überwachung des neuen Etablissements an, jedoch auf Grundlage der Gaststättenverordnung. Die „Kaufmannsfrau“ Kratz hatte den Handel mit Wein, Bier und Mineralwasser in verschlossenen Flaschen angekündigt. Die Überwachung sollte kontrollieren, ob Getränke „zum sofortigen Genuß an der Stelle“ verkauft würden, da dann „ein concessionspflichtiger Betrieb“ vorläge. Am 28. Dezember 1893 wurde die Observierung eingestellt, da „die Kratz’schen Eheleute … Wein und Bier nur an solche Personen zum sofortigen Genuß [verabreichten], welche die bei ihnen wohnhaften Prostiuirten besuchen“.
Nachdem im Juni 1892 eine „freie Prostituierte“ in der Grünanlage der Central-Schule (heutige Graserschule) aufgegriffen worden war, tendierten auch Gegner der „kasernierten Prostitution“ zu der Ansicht, eine Einrichtung wie die „Weinhandlung Kratz“ habe ihre Vorteile – zumal Anna Kratz ihr Etablissement offenbar tadellos geordnet führte. In der Regel boten dort drei Mädchen ihre Dienste an, die in unregelmäßigen Intervallen ausgewechselt wurden. Ehe sie offiziell aktiv werden konnten, mussten sie bei der Polizei vorsprechen und „um Zulassung in hiesiger Stadt“ bitten. Die ließ sich von den Behörden des vorhergehenden Aufenthaltsorts die Selbstangaben des Neuzugangs bestätigen und erkundigte sich beim Reichsjustizamt nach Vorstrafen. Beim Bezirksarzt erfolgte eine Untersuchung auf Geschlechtskrankheiten. Im Fall minderjähriger Prostituierter, das waren gemäß Aktenlage Mädchen unter 17 Jahren, mussten die Eltern benachrichtigt werden.
Ende November 1896 begann sich das Geschick des Bordells zu wenden. Zwei der ehemaligen Mädchen berichteten von schlechter Behandlung und Schwarzarbeit. Das Ehepaar Kratz verabschiedete sich Anfang Juni 1898 überraschend aus der Stadt, entzog sich so den polizeilichen Ermittlungen und ließ sich in der Pirnaischen Straße 61 in Dresden nieder. Kurz vorher, am 2. Juni jenes Jahres, hatte der „Privatier“ Joseph Kratz das Haus, das nach einer Straßenneubenennung nun die Anschrift Wörthstraße 32 führte, an die „Kaufmannsehefrau“ Johanna Söllner aus Dresden verkauft.
Frau Söllner führte das Bordell als „Weinhandlung Söllner“ weiter. Im Juni 1900 kaufte Joseph Kratz das Anwesen zurück und verpachtete es an das Ehepaar Lorenz und Johanna Reichlmeier aus Halle an der Saale. Die beiden nahmen im September 1900 den Bordellbetrieb auf. Mittlerweile war in der unmittelbaren Nachbarschaft das Kasernenviertel entstanden, und es gab bald Beschwerden wegen Ruhestörung und groben Unfugs, verursacht vor allem durch betrunkene Soldaten, aber auch durch den Bordellwirt selbst. Daher forderten die Anwohner eine Verlegung des Etablissements. Im Februar 1904 erhielt Reichlmeier die Genehmigung für den Bau eines neuen Bordells in der Wörthstraße 48½ (heute Leuschnerstraße 48).

## Rückkehr nach Bayreuth

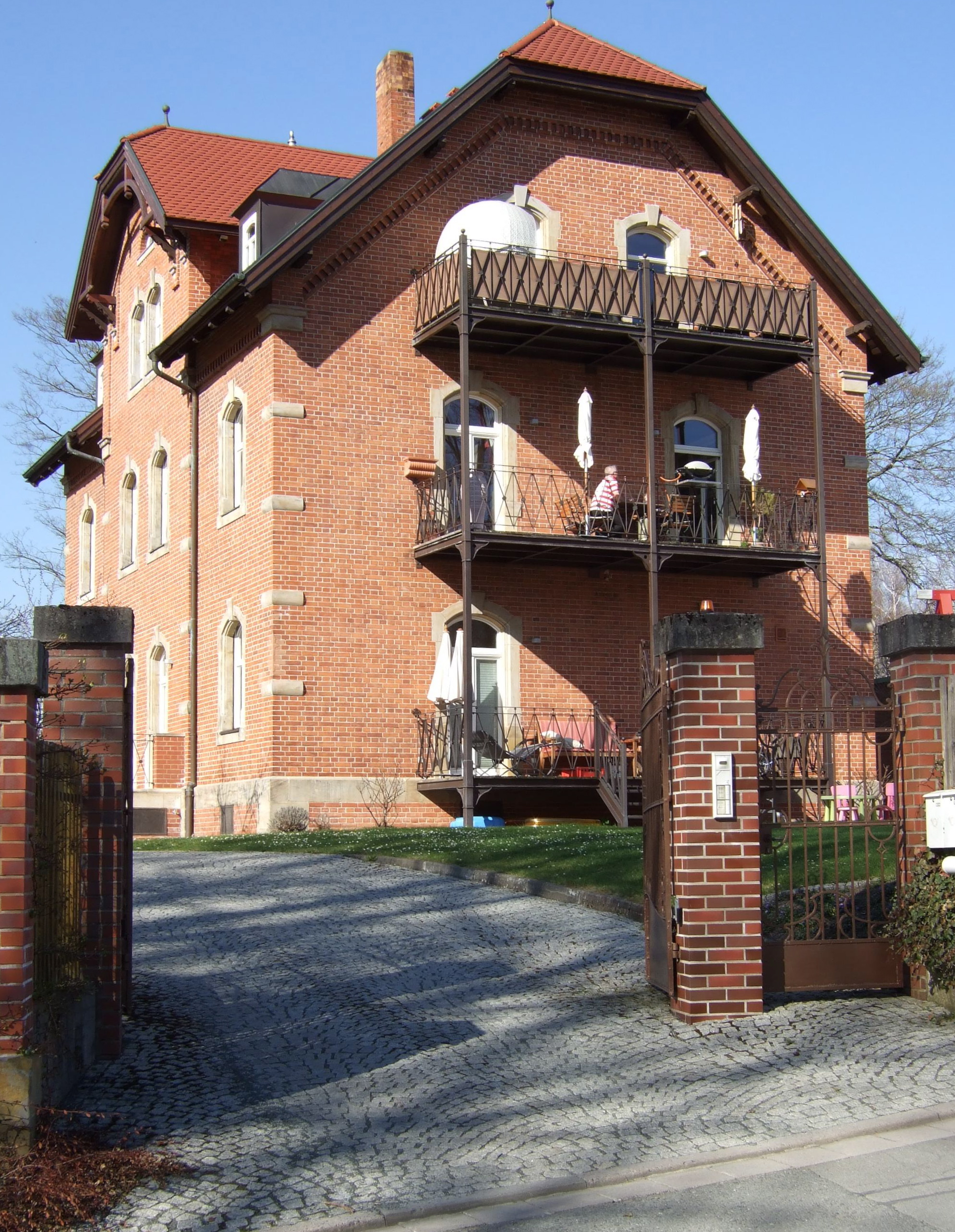
Ehemaliges Kratz’sches Haus am Oberen Quellhof

Im Jahr 1903 tauchte die inzwischen geschiedene Anna Kratz wieder in Bayreuth auf und begann, offenbar mit dem Einverständnis des Magistrats, einen Hausbau nahe dem Gut Oberer Quellhof im heutigen Stadtteil Birken. Entgegen der verbreiteten Empörung darüber hielt der Rechtsrat und zweite Bürgermeister Albert Preu die Existenz von zwei Bordellen in der Stadt für wenig problematisch. Die Regierung von Oberfranken teilte diese Auffassung nicht, und der Standortälteste beschwerte sich: „Der Errichtung von Freudenhäusern in unmittelbarer Nähe von Kasernen ist … unbedingt entgegenzutreten“. Kratz’ Nachbar Freiherr Albrecht von Reitzenstein, der Eigentümer des Oberen Quellhofs, wusste schließlich die vorgesehene Nutzung zu verhindern. 1906 sah sie sich gezwungen, das Gebäude unter Wert an die Ida Schmidt’sche Siechenhausstiftung zu verkaufen.
Noch ehe die Prostituierten den neuen Bau in der Wörthstraße bezogen hatten, verkaufte Reichlmeier beide Häuser für insgesamt 65.000 Mark an Anna Kratz. Im November 1904 beanstandete die Militärbehörde, dass auch das neue Bordell „nur 150 Schritte von der Kaserne entfernt“ sei. Oberbürgermeister Leopold von Casselmann hielt den Standort jedoch für geeignet und setzte sich erfolgreich für eine vorläufige Duldung des Etablissements ein. Am 7. Juli 1905 wurde Kratz indes angewiesen, „baldmöglichst, jedenfalls aber bis zum Ablauf von 2 Jahren einen einwandfreien Platz für die Verlegung des Bordells zu suchen“.
Im Herbst 1907 setzten sich Casselmann und Preu in einem Gesuch an das Königlich Bayerische Kriegsministerium in München „ehrerbietigst gehorsam“ für den Erhalt das Bordells am bisherigen Standort ein. Frau Kratz habe dem Stadtmagistrat „die Möglichkeit der vollständigen Unterdrückung der Straßenprostitution geboten.“ Die Bordellinhaberin sei ernsthaft, aber vergeblich bemüht gewesen, einen Platz zur Verlegung ihres Betriebs zu finden. Betont wurde, dass es Kratz im Gegensatz zu Reichlmeier verstanden habe, „stets die Ordnung in ihrem Betriebe aufrecht zu erhalten und exzessive Personen aus ihrer Wirtschaft fern zu halten“. Casselmann reiste persönlich nach München und erreichte einen Aufschub bis März 1909.
Aus diesem Grund beschloss Kratz, nachdem mehrere ihrer Vorschläge auf Widerstand gestoßen waren, drei Grundstücke neben ihrem ersten Bordellgebäude zu erwerben. Auch dort protestierten die Anwohner. Casselmann beschwichtigte, seit „die Kratz“, die sogar einen Telefonanschluss zur Polizeiwache einrichten ließ, um bei Ruhestörungen und dergleichen die Polizei sofort verständigen zu können, „das Bordell inne“ habe, habe es „noch nicht ein einziges Mal … dort Skandale gegeben“. Auf Anschuldigungen bezüglich unbotmäßigen Verhaltens der Prostituierten in der Öffentlichkeit erklärte Kratz: „Meine Frauenzimmer durften ohne meine Aufsicht … die Behausung nicht verlassen“. Sie habe „14 Fenster zumauern lassen, damit die Frauen nicht immer nach der Kaserne und der Straße sehen können“.
Im Oktober 1909 erkundigte sich die Militärbehörde nach dem Stand der Verlegung. Anfang Dezember verpachtete Kratz das Bordell an das Ehepaar Leitermeier, die vorher in Hof ein Bordell betrieben hatten. Im April 1911 trat Theodor Altenbach aus Mannheim deren Nachfolge an, im folgenden Juni meldete sich erneut die Militärbehörde. Anna Kratz ließ im April 1912 durchblicken, ihr Geschäft wegen einer chronischen Erkrankung ganz aufgeben zu wollen, und verpachtete nacheinander an die Eheleute Schreiner (1912) und Lichtinger (1913), im Juni 1913 dann an Anna Heber, zuvor Geschäftsführerin in einem Bordell in Leipzig. Im Zuge der Mobilmachung zu Beginn des Ersten Weltkriegs verfügte der Magistrat auf Wunsch der Militärs am 18. August 1914 die sofortige Schließung des Bordells.

## Dritter Anlauf
Im Februar 1915 stellte Anna Kratz beim Magistrat erstmals ein Gesuch zur Wiedereröffnung ihres „Lokals“, das abschlägig beschieden wurde. Erst ein weiterer Versuch vom 17. Januar 1917 brachte mit Verzögerung den gewünschten Erfolg. Auch diesmal verpachtete Kratz, die die Kriegsjahre in Böhmen verbrachte, das Bordell. Erste Pächterin war ab September 1917 Mathilde Chroust aus Drahowitz bei Karlsbad, im März 1919 übernahm Anna Heber erneut den Betrieb. Am 4. Juni 1920 zeigte Anna Kratz schließlich an, „daß sie das auf ihrem eigenen Anwesen Wörthstr. 48½ dahier eingerichtete Bordell wieder selbst betreibe“.
Zu den ersten aktenkundigen Regelverstößen zählte Anfang Oktober 1920 die verbotene „Verabreichung von alkoh. Getränken“, dieser Verstoß gegen die Gewerbeordnung wurde mit einer Geldstrafe geahndet. Der ermittelnde Kriminalbeamte attestierte der Bordellbetreiberin „im Übrigen einen guten Leumund“. Tags darauf rief Kratz gegen ein Uhr nachts die Polizei, weil 40–45 junge Männer im Haus randalierten, da ihnen „keine Getränke verabreicht wurden“. Aufgrund dieser Vorfälle erkundigte sich die Stadtverwaltung bei den Verwaltungen von Regensburg, Augsburg und Hof, wie dort die polizeiliche Überwachung der Bordelle gehandhabt, und ob die Abgabe von Getränken und Speisen stillschweigend geduldet werde. Es blieb bei der bisherigen Regelung: regelmäßige Kontrolle durch die Polizei, keine Abgabe von Getränken, keine Schließung des Etablissements nach der Polizeistunde.
Im Dezember 1920 regte Albert Preu, mittlerweile Oberbürgermeister der Stadt, die Schließung des Bordells und die Umwandlung des Gebäudes in ein Wohnhaus an. Die zuständigen Ärzte sprachen sich dagegen aus, da „eine rapide Steigerung der Geschlechtskranken-Ziffer“ durch geheime Prostitution zu erwarten sei. Der Stadtrat schloss sich dieser Auffassung an, formulierte aber eine Verpflichtungserklärung, die Anna Kratz im folgenden Februar unterschrieb. Sie beinhaltete zehn Punkte, davon sechs bezüglich der Gesundheit der Prostituierten, aber z. B. auch das Verbot, Ausländerinnen oder Mädchen im Alter von unter 18 Jahren zu beschäftigen.
Erste Differenzen gab es im Herbst 1920, als Kratz sich weigerte, die Kosten für die Krankenhausbehandlung einer geschlechtskranken Prostituierten zu übernehmen. Im Juni 1921 akzeptierte sie die ihrer Auffassung nach ungerechtfertigte Forderung, nachdem man mit der Schließung ihres Etablissements binnen 14 Tagen gedroht hatte. 1922 rief der evangelische Dekan Karl Wolfart zum Kreuzzug gegen Bayreuths Sündenpfuhl Nr. 1 auf. Es sei empörend, dass „im Bordell ein so starker Zulauf“ herrsche. „Jugendliche Personen …“, gemeint waren vor allem Schüler höherer Lehranstalten, „gingen dort ein und aus; große Zechgelage würden dort gemacht“. Dem wurde seitens der Polizeiführung widersprochen. Der Krankenhausoberarzt, der Bezirksarzt und der Standortarzt warnten vor einer Bordellschließung, da die zu erwartende Zunahme der „Gassenhurerei“ die Verbreitung von Geschlechtskrankheiten begünstige. Anfragen der Stadtverwaltung in Nürnberg, Würzburg und weiteren Städten ergaben, dass man dort die Auffassung der Ärzte teilte.
Am 21. November 1922 startete die Regierung von Oberfranken, auf eine Weisung des bayerischen Staatsministeriums hin, eine Umfrage bezüglich der Zahl der Bordelle im Regierungsbezirk. Die Antwort der Bayreuther Stadtverwaltung lautete: „Hier wird ein Bordell mit vier Dirnen betrieben“. Zudem teilte sie mit, dass dessen Schließung für den 1. Juli 1923 angeordnet sei. Dieser Termin erschien Dekan Wolfart zu großzügig gesetzt, aber sein erneutes Drängen auf eine Beschleunigung der Maßnahme im Dezember blieb folgenlos. Jedoch ging am 26. Januar 1923 an alle bayerischen Polizeibehörden die Anordnung des Ministeriums, sämtliche Bordelle seien „spätestens mit Wirkung vom 1. Mai 1923 zu schließen“. Anna Kratz wurde am 7. Februar davon in Kenntnis gesetzt. Am 1. Mai vergewisserte sich die Regierung von Oberfranken über den Vollzug der Schließungsweisung, am 18. Mai bestätigte das Polizeiamt: „Das Bordell ist geschlossen“.
Der Stadtrat stellte am 25. Mai 1923 fest, dass noch „zwei eingeschriebene Dirnen“ im Kratz’schen Haus wohnten, was aber nicht zu beanstanden sei, da „keinerlei bordellmäßiger Betrieb“ mehr stattfinde. Dass es den trotzdem weiterhin gab, geht aus einem Polizeibericht vom Dezember jenes Jahres der Hyperinflation hervor, der einen Geschlechtsverkehr für 60 Milliarden Mark erwähnt. Am 7. Juni 1924 bat Anna Kratz auf dem Polizeiamt vergeblich, „es mögen ihr für die Dauer der Festspiele zwei weitere Mädchen geschrieben werden“. Auf eigenen Wunsch hin wurde ihr im Mai 1925 bestätigt, dass sie kein Bordell in der Stadt mehr betreibe. Sie mache „lediglich von der zugelassenen Möglichkeit Gebrauch …, bis zu zwei Dirnen zu beherbergen.“ Namens des Stadtrats bestätigte Oberbürgermeister Preu der Regierung von Oberfranken, in dem Haus wohnten „zwei Mädchen, die sich gewerbsmäßig zur Unzucht zur Verfügung stellen“. Zugleich wies er seine Verwaltung an, die Bezeichnung „Bordell“ für das erwähnte Haus „künftig in allen amtlichen Berichten und Aktenstücken zu vermeiden“.
Im November 1927 stellte der Generalstaatsanwalt fest, in Bayreuth scheine „die minist. Entschließung vom 26.1.23 …, nach der Bordelle nicht mehr geduldet werden dürfen, nicht zur Durchführung gekommen zu sein“. In seiner Stellungnahme hierzu erwähnte Preu einen „starken Zuspruch von Männern“ bei den beiden Prostituierten. Die jetzige Einrichtung unterscheide sich jedoch von einem „regulären Bordell“. Es bestehe kein Abhängigkeitsverhältnis der Mädchen gegenüber der Hausbesitzerin, „keine Unzuchtgelder“ würden von Frau Kratz vereinnahmt, die Mädchen hätten „Freiheit im Ausgang u. in der Kleidung“. Aufenthaltsräume für die Gäste seien nicht mehr vorhanden, kein erlaubter oder auch nur geduldeter Wirtschaftsbetrieb fände statt. „Eine Beseitigung des Zustandes würde nur die gesundheitlich bedenkliche Kellnerinnen-Prostitution fördern“. Der oberfränkische Regierungspräsident Otto von Strössenreuther argwöhnte jedoch, Kratz habe ihren Betrieb nur deshalb umgestellt, „um auf andere Weise aus dem Gewerbe der Dirnen Nutzen zu ziehen“. Der hohe Pensionspreis zwinge die Mädchen zu einer intensiven Betreibung ihres Gewerbes. Die „Haltung eines Hausburschen“ und der Umstand der täglichen Zubereitung von Speisen und Getränken mitten in der Nacht legten nahe, dass „ein verkappter Bordellbetrieb seitens Frau Kratz, zum mindesten eine Förderung des Unzuchtbetriebes der Dirnen“ vorläge. Das von ihm initiierte Strafverfahren wurde aber eingestellt.
Der bayerische Innenminister Karl Stützel startete im Februar 1930 einen neuen Vorstoß zur „Bekämpfung des Dirnenunwesens“. Er bezog sich jedoch vor allem auf die Straßenprostitution und verhalf so dem Kratz’schen Haus zu einer Art Unzucht-Monopol. Im Oktober jenes Jahres wurde wiederum ein Verfahren gegen Anna Kratz mit der Begründung „Es konnte nicht festgestellt werden, daß Frau Kratz einen bordellähnlichen Betrieb unterhält“ eingestellt. Ende Oktober 1934 wurde sie wieder aktenkundig, als ihr vorgehalten wurde, ein Freier habe an sie zahlen müssen und zudem eine Flasche Wein erhalten; auch dieser Vorfall blieb folgenlos. 1938 verzeichnete das Personenstands- und Betriebsaufnahme-Register für das Haus in der Wörthstraße sechs Bewohner, neben der mittlerweile 77-jährigen Anna Kratz eine Hausverwalterin, einen Hausmeister und drei Untermieterinnen. In jenem Jahr verließ sie endgültig die Stadt und kehrte nach Oberleutensdorf in ihre alte Heimat zurück.
Von Anna Kratz wurden keine Fotos gefunden, ihr Sterbeort und -datum sind nicht bekannt.